# Comté de Jackson (Arkansas)
Pour les articles homonymes, voir Jackson et Comté de Jackson.
Le comté de Jackson est un comté de l'État de l'Arkansas aux États-Unis. Au recensement de 2010, il comptait 17 997 habitants. Son siège est  Newport

## Démographie
| 1830 | 1840  | 1850  | 1860   | 1870  | 1880   | 1890   | 1900   |
| ---- | ----- | ----- | ------ | ----- | ------ | ------ | ------ |
| 333  | 1 540 | 3 086 | 10 493 | 7 268 | 10 877 | 15 179 | 18 383 |

| 1910   | 1920   | 1930   | 1940   | 1950   | 1960   | 1970   | 1980   |
| ------ | ------ | ------ | ------ | ------ | ------ | ------ | ------ |
| 23 501 | 25 446 | 27 943 | 26 427 | 25 912 | 22 843 | 20 452 | 21 646 |

| 1990   | 2000   | 2010   | - | - | - | - | - |
| ------ | ------ | ------ | - | - | - | - | - |
| 18 944 | 18 418 | 17 997 | - | - | - | - | - |